# زغاية
زغاية، مدينة وبلدية تابعة إقليميا إلى دائرة وادي النجاء بولاية ميلة الجزائرية، سابقا كانت تسمى zeraia ويطلق عليها عادة في المراسلات الرسمية اسم الزغاية وباللغة اللاتينة ZEGHAIA. تقع في الشمال الشرقي للجزائرعلى ضفاف وادي الكبير تعتبر إحدى أكبر التجمعات الحضرية في ولاية ميلة بكثافة سكانية تقدر بـ 294 نسمة/كم2. وسوقها الاسبوعي يعد أحد أكبر الاسواق الشعبية بالولاية.

## مدخل عام

البرج الروماني بحي المشتة

يعود تاريخ انشائها إلى سنة 74 م[بحاجة لمصدر]، أي مع قيام مدينة ميلاف التاريخية وجيميلة وكانت تعرف بمنطقة زراية.

## أصل التسمية
قد يرجع اسم زغاية إلى الأصل الروماني أو البربري فـ (زراية) ربما تعود هذه التسمية إلى القائد الروماني الشهير زيراميوس، أو نسبة إلى قائد روماني آخر يدعى (égaia) كان يعيش في هذه المنطقة، والثاني (زراي) وهي كلمة أمازيغية معناها (أنظر إلى) أو (المنظر والمرأى).

أما الاحتمال الثالث فهي كلمة زغاية التي نجدها اليوم في القواميس الأجنبية، على شكل azagaya في الإسبانية، azagaia بالبرتغالية، assegai بالإنجليزية،sagaie بالفرنسية وzagaglia بالإيطالية، وكلهم يرد تأثيلها للكلمة الأمازيغية زغايا أو zaġāya بمعنى الحربة أو الرمح الخفيفة وقد أوردها دوزي في معجمه.
إذ يرجح أنها انتقلت مع المور في الأندلس واستعملها كريستوفر كولومبوس في بعض تحريراته كما نقلت ذلك جريدة القدس العربي عن يوميات 13 أكتوبر 1492.

وهناك من يقول بأن زغاية تعني الزراعة أو الأراضي الخصبة. مع العلم أن زغابة اسم شخصي تتسمى به النساء في ليبيا. وهناك بعض العائلات من تحمل لقب زراية أو زغاية داخل وخارج الجزائر.
و يقول مؤرخون أن زغاية (zeraia) التاريخية الواقعة في ولاية ميلة تشترك مع زراية (zeraia) الواقعة في ولاية سطيف في الكثير من الأمور تاريخيا للعلم فزراية الواقعة في سطيف كانت همزة وصل بين كويكول وجميلة وزغاية ولاية ميلة كانت همزة وصل بين سيرتا وكويكول.

دخل الإسلام إلى منطقة زغاية مع قدوم الفاتح أبو مهاجر دينار وقيامه بفتح مدينة ميلة وخير دليل على ذلك المسجد العتيق الذي أعيد تهيئته بوسط المدينة.

## زغاية خلال الثورة التحريرية
كانت قرية زغاية انذاك لا تحتوي سوى على حوالي 6000 نسمة وقد كانت من أكبر القرى بمنطقة فج امزالة  بعد قرية فرجيوة 9000 نسمة.
تحصي المدينة 329 خلال الثورة التحريرية ومن بين شهدائها:
لفيلف محمد
سرار عبد الحميد (صالح)
فنور السعيد
لوصيف محمد
بوقليع علي
شايبي لخضر
منومس علي
صويلح عبد الله
بورومة السعيد
بولمزاود الطاهر
قردون الطاهر

## الترقية إلى بلدية

/زغاية ابان الاحتلال الفرنسي

يعود تاريخ ترقية مدينة زغاية إلى بلدية إلى سنة 1880 بعد ان كانت عبارة من مركز بداية من 1867 , وتعد زغاية من أقدم بلديات ولاية ميلة. وقد كانت تمتد من منطقة الزواغة (الشيقارة وباينان) شرقا إلى منطقة
أولاد حايا غربا (تاسالا)
و قد كانت تضم عدة قرى وهي زغاية المركز ورجاص وريشاليو

## التجارة
تعد زغاية اليوم أكبر منطقة تجارية بولاية ميلة وقد ساعدها على ذلك الموقع الاستراتيجي الواقع على الطريق الوطني 79 والطريقين الولائيين 2 والطريق الرابط بين زغاية وجيجل على منطقة جيملة بجيجل. والطريق الولائي رقم 52 الرابط بين زغاية والقرارم قوقة مرورا ببلدية سيدي مروان والمحول رقم واحد الرابط بين الطريق الوطني رقم 79 والطريق الوطني شرق غرب مرورا ببلدية واد العتمانية.

## مساجد المدينة

مسجد أبو مهاجر دينار

¤ مسجد أبوبكر الصديق  : يعد من بين أكبر المساجد في المدينة يتسع لحوالي 6000 مصلي يقع بمحاداة ساحة فلسطين.
¤ مسجد أبو المهاجر دينار: يعد من بين أقدم المساجد في الجزائر حيث تم بناؤه من طرف الفاتح أبو مهاجر دينار لتحوله القواة الاستعمارية إلى كنيسة التي أطلق عليها كنية القديسة العذراء وتم تحويله إلى مسجل بعد الاستقلال سنة 1964 ويعاد بناؤه بعد عملية الهدم.
و يتسع هذا المسجد لحوالي 4000 مصلي ويقع بمحاداة ساحة الشهداء.
¤ مسجد الفتح : يقع المسجد بمحاداة الملعب البلدي بحي المشتة ويتسع لحوالي 4000 مصلي وبعد عملية التوسعة يتسع لحوالي 5000 مصلي.
¤ مسجد عمر بن الخطاب : مسجد يقع على حافة الطريق الوطني رقم 79 بحي بوجرار صغير نوعا ما لكن بعد إتمام عملية التوسعة يستطيع استيعاب 2500 مصلي.

## السكان
يقدر عدد سكان زغاية 38675نسمة (إحصاء 2008). وهي من أكبر المناطق زيادة في السكان في ولاية ميلة.

## أحياء المدينة
- المنطقة الحضرية الأولى

- حي التحصيص الغربي.
- حي التحصيص الشرقي.
- حي بلاد العيفة.
- حي القرية الفلاحية الجنوبية.
- حي وسط المدينة.
- الحي الجنوبي -قاع الفيلاج -
- حي رأس الفيلاج.
- حي لاسيتي.
- حي 100 مسكن.
- حي 135 مسكن.
- حي 30 مسكن تساهمي.
- حي 400 مسكن.
- حي 170 مسكن.
- حي 60 مسكن ترقوي.
- المدخل الشرقي (20 اوت)
- حي عين السعدي - لاسيتي شابا.
- حي القرية الفلاحية الشمالية.
- حي 18 فيفري.
- حي بين النجاري.
- حي 50 مسكن.
- المنطقة الشبه حضرية الحضارية

- حي رأس العين.
- حي الدشرة.
- حي 128 مسكن
- حي الرقادة.
- حي الساطور.
- حي 60 مسكن.
- حي المقبرة.
- حي وسط المشتة.
- المناطق الريفية

- مشتة بوجرار.
- مشتةقرمودة.
- مشتة بوفوح.
- مشتة جلامة.
- مشتة الموقف.

أحد احياء زغاية

زغاية في فصل الشتاء

- مشتة المالح والقريبصة - ولاد صالح-.
قبائل المدينة:

## قبيلة الزواغة

حي قرمودة

كانت تنتمي إلى بلدية زغاية يحدها شمالا قبيلة بني عافر وجيملة وقبيلة أولاد عسكر وأولاد رابح وبني هارون ويحدها شرقا الواد الكبير الدي يفصل قبيلة سليانة ويحدها جنوبا واد النجاء الدي يفصل قبيلة سيدي مروان وبوفوح وزغاية وكريبسة والرواشد أما غربا فتحدها قبيلة فرجيوة
و قد كانت قبيلة الزواغة تعيش في الصحراء التونسية مند أزمنة سحيقة وحدث أن انتفضت سنة 1500 ضد سلطان تونس ودخلت إلى الجزائر عن طريق قسنطينة حيث قتل أفرادها مولاي ناصر بن سلطان تونس واتجهوا إلى جبال شرق ميلة إلى فج الخميس واستقر نصفهم بسطيف بعدما مروا على منطقة فرجيوة
كما أن هده القبيلة لم تنحن للسلطة العثمانية أبدا فرغم هجرة أفرادها فلا يمكن أن نقول أن سكان زواغة من أصل تونسي إد نجدهم قد شاركوا في كل الانتفاضات والمقاومات الشعبية ضد الاستعمار الفرنسي وقد دفعت هده القبيلة غرامة مالية للمستعمر قدرها 700.000 فرنكا عقب انتفاضة المقراني في 1871 وحجزت أراضيها
و قد كانت القبيلة تتشكل انداك من08 فروع هي
01 عرب لالا
02 أولاد خليف
03 زواغة الظهرة
04 أولاد يحي
05 أولاد بوعسلي
06 أولاد زايد
07 قرمودة
08 سيدي مروان
وابتداء من 1874 انضمت كل من سيدي مروان وقرمودة إلى بلدية ميلة بتاريخ 01 جانفي 1881ثم انضمت قرمودة إلى زغاية وأصبحت سيدي مروان بلدية فيما بعد أما باقي الأعراش كعرب لالا وأأولاد خليف وأولاد حايا فشكلت دوار تسالة وأما أولاد بوعسلي وأولاد زايد فشكلت دوار اراس أما قسم الزواغة الظهرة فشكل دوار باينان أما دوار أولاد يحي فقد سمي بعد دلك بدوار الشيقارة وأصبح تابعا بعد تاريخ 19 أفريل 1888 إلى بلدية سيدي مروانو قد كانت رقعة قبيلة الزواغة كما يلي
أولاد حايا دوار تسالة مساحتها 3.900 هكتارا
زواغة الظهرة دوار باينان مساحتها 9.600 هكتارا
اراس مساحتها 7.250 هكتارا
أولاد يحي دوار الشيقارة مساحتها 4.000 هكتارا.

## الطقس
| البيانات المناخية لـزغاية         | البيانات المناخية لـزغاية | البيانات المناخية لـزغاية | البيانات المناخية لـزغاية | البيانات المناخية لـزغاية | البيانات المناخية لـزغاية | البيانات المناخية لـزغاية | البيانات المناخية لـزغاية | البيانات المناخية لـزغاية | البيانات المناخية لـزغاية | البيانات المناخية لـزغاية | البيانات المناخية لـزغاية | البيانات المناخية لـزغاية | البيانات المناخية لـزغاية |
| الشهر                             | يناير                     | فبراير                    | مارس                      | أبريل                     | مايو                      | يونيو                     | يوليو                     | أغسطس                     | سبتمبر                    | أكتوبر                    | نوفمبر                    | ديسمبر                    | المعدل السنوي             |
| --------------------------------- | ------------------------- | ------------------------- | ------------------------- | ------------------------- | ------------------------- | ------------------------- | ------------------------- | ------------------------- | ------------------------- | ------------------------- | ------------------------- | ------------------------- | ------------------------- |
| الدرجة القصوى °ف (°م)             | 78.8 (26.0)               | 77.9 (25.5)               | 82.8 (28.2)               | 88.9 (31.6)               | 94.1 (34.5)               | 101.7 (38.7)              | 112.1 (44.5)              | 110.8 (43.8)              | 102.2 (39.0)              | 93.6 (34.2)               | 84.4 (29.1)               | 78.4 (25.8)               | 112.1 (44.5)              |
| متوسط درجة الحرارة الكبرى °ف (°م) | 56.1 (13.4)               | 56.7 (13.7)               | 60.4 (15.8)               | 65.5 (18.6)               | 73.2 (22.9)               | 79.3 (26.3)               | 86.9 (30.5)               | 87.8 (31.0)               | 77.4 (25.2)               | 69.3 (20.7)               | 61.0 (16.1)               | 55.4 (13.0)               | 69.1 (20.6)               |
| متوسط درجة الحرارة الصغرى °ف (°م) | 38.3 (3.5)                | 38.8 (3.8)                | 40.5 (4.7)                | 44.6 (7.0)                | 52.7 (11.5)               | 56.5 (13.6)               | 61.2 (16.2)               | 61.2 (16.2)               | 56.7 (13.7)               | 50.9 (10.5)               | 45.3 (7.4)                | 38.1 (3.4)                | 48.7 (9.3)                |
| أدنى درجة حرارة °ف (°م)           | 14.5 (−9.7)               | 17.1 (−8.3)               | 23.4 (−4.8)               | 32.5 (0.3)                | 39.6 (4.2)                | 40.8 (4.9)                | 43.0 (6.1)                | 42.8 (6.0)                | 39.6 (4.2)                | 31.8 (−0.1)               | 26.8 (−2.9)               | 14.9 (−9.5)               | 14.5 (−9.7)               |
| الهطول إنش (مم)                   | 2.46 (62.4)               | 2.48 (62.9)               | 1.80 (45.8)               | 1.83 (46.5)               | 1.14 (28.9)               | 0.69 (17.4)               | 0.63 (16.1)               | 0.60 (15.3)               | 0.85 (21.6)               | 1.35 (34.2)               | 2.05 (52.1)               | 2.66 (67.5)               | 18.54 (470.7)             |
| [بحاجة لمصدر]                     |                           |                           |                           |                           |                           |                           |                           |                           |                           |                           |                           |                           |                           |

[بحاجة لمصدر]

## المنشات الموجودة

متقن سرار عبد الحميد

تعد مدينة زغاية من بين المدن الفقرة في المنشأت القاعدية إد لا تحتوي سوى على:
¤ 10 مدارس ابتدائية.
¤ 3 متوسطات.
¤ ثانوية تقنية.
¤ عيادة متعددة الخدمات.
¤ مركز للبريد.
¤ مركز للأمن الحضري الخارجي.
¤ فرقة الدرك الوطني.
¤ مفتشية للتربية.
¤ 8 مساجد.
¤ 3 مراكز ثقافية (دار شباب، مكتبة بلدية، مكتبة جامعية)
¤ ملعب بلدي.
¤ مركز جامعي مشترك مع بلدية ميلة.
¤ دار البلدية.
¤ دار للحضانة.
¤ 2 مراكز صحية للصحة الجوارية.

## الرياضة بالمدينة

الشباب الرياضي لبلدية زغاية

إتحاد شبيبة زغاية

تمتلك بلدية زغاية مزيجا رياضيا بارزا على المستوى الجهوي والوطني
أهم أندية بلدية زغاية
الشباب الرياضي لبلدية زغاية c r b z المتأسس سنة 1947 تحت اسم C M Zeraia وبعد الاستقلال مباشرة حول اسمه إلى الشباب الرياضي لزغاية أي سنة 1963 ويلعب حايا بالقسم الولائي بعد توقفه عن النشاط.
الجمعية الرياضة لسيدي علي بوزغاية: سيدي على بوزغاية هو أحد الأولياء الصالحين لهاته المدينة العريقة وتخليدا لاسمه وبركته أطلق عليه هذا الاسم واسس هاذا النادي الرياضي سنة 2003، وينشط بالبطولة الولائية الممتازة.
شبيبة الصخر الكبير لزغاية هي جمعية رياضية مختصة في كرة القدم تأسست في جويلية 2008 لتدعم الجمعيات الياضية بالمدينة.
كما تم تأسيس سنة 2012 المدرسة الرياضة المسماة الوفاق الرياضي لزغاية برأسة سويعدي إسماعيل وهدفها تكوين الأطفال الصغار.
إتحاد شبيبة زغاية وهي المدرسة الرياضية المتعددة الرياضات وتأسست سنة 2005. وأهم اختصاصاتها كرة اليد ذكور نشط بالقسم الوطني الثالث
```
رياضة التيكواندو بالقسم الوطني وهذا يخص فريق otz أولمبي تايكواندو زغاية
```

ضف إلى دلك ينشط بزغاية نادي شبيبة تحدي زغاية برياضة الكونغ فو.

## وصلات خارجية
- منتدى مدينة زغاية الإلكتروني
- صفحة زغاية على فيس بوك  على فيسبوك.